# Гюрсель, Джемаль
Джема́ль Гюрсе́ль (тур. Cemal Gürsel; 13 октября 1895 года, Эрзурум, Османская империя — 14 сентября 1966 года, Анкара,Турецкая республика) — турецкий военный, государственный и общественный деятель, президент Турецкой республики (1961—1966).

## Ранние годы жизни
Родился в Эрзуруме в семье османского офицера Абидин-бея. Окончил начальную школу в Орду, затем среднюю школу с военным уклоном в Эрзинджане. Со школьных лет и вплоть до 1934 года, когда в Турции ввели фамилии, именовался Джемаль-ага.

## Военная карьера
В 1915 году, в возрасте 20 лет поступил на службу в армию Османской империи. Получил военное образование в стамбульской военной школе Кулели по специальности «артиллерист». Был участником галлиполийской кампании турецкой армии под руководством Ататюрка, за которую был награждён Военной медалью. Затем воевал в Палестине и Сирии, командовал 5-й батареей 12-го артиллерийского полка. В сентябре 1918 года попал в плен к британцам, в котором пробыл три года.
После освобождения из плена примкнул к Ататюрку и участвовал в греко-турецкой войне. Командовал полком, бригадой, был начальником военной школы, командиром корпуса, затем служил в Генеральном штабе армии. За успехи в войне против Греции был награждён медалью Независимости.
В 1929 году окончил Военную академию, после чего служил на штабных должностях. В 1940 году получил звание полковника, в 1946 году — бригадного генерала, тогда же стал командиром 65-й дивизии. Позже командовал 12-й дивизией и 18-м корпусом. В 1957 году стал генералом армии и командующим 3-й армией.
В августе 1958 года генерал Гюрсель был назначен командующим сухопутными силами Турции. Он не участвовал в политической жизни страны и не принадлежал ни к одной из политических партий, но в начале мая 1960 года подал в отставку со своего поста ввиду несогласия с приказами премьер-министра Аднана Мендереса, использовавшего армию для подавления антиправительственных студенческих демонстраций в Анкаре. Отставка не была принята, однако Гюрсель был отправлен в отпуск.

## Президентство
После государственного переворота 27 мая 1960 года занял посты главы государства в качестве председателя Комитета национального единства и командующего вооружёнными силами. Придя к власти он заявил, что во внутренней и внешней политике Турция будет следовать принципам Кемаля Ататюрка и подтвердил верность обязательствам по блокам НАТО и СЕНТО. Гюрсель также объявил о намерении провести новые всеобщие выборы и принять новую конституцию страны. 28 мая 1960 года он возглавил новое правительство страны.
На посту главы государства начал устанавливать пятилетние планы социально-экономического развития, что способствовало восстановлению экономики страны. Усилил взаимодействие со странами Западной Европы, Ближнего Востока и Советским Союзом.
В 1961 году стал инициатором разработки первого турецкого автомобиля Devrim, производство которого так и не запустили.
В марте 1966 года ушел в отставку по состоянию здоровья, став пожизненным членом Сената республики. Скончался в сентябре 1966 года от инсульта.

## Семья
С 1927 года был женат на Мелахат Гюрсель, дочери военно-морского офицера, служившего главным инженером на крейсере «Хамидие». В семье Гюрселей было двое детей — сын Оздемир и приёмная дочь Тюркан.